# Rötger Feldmann

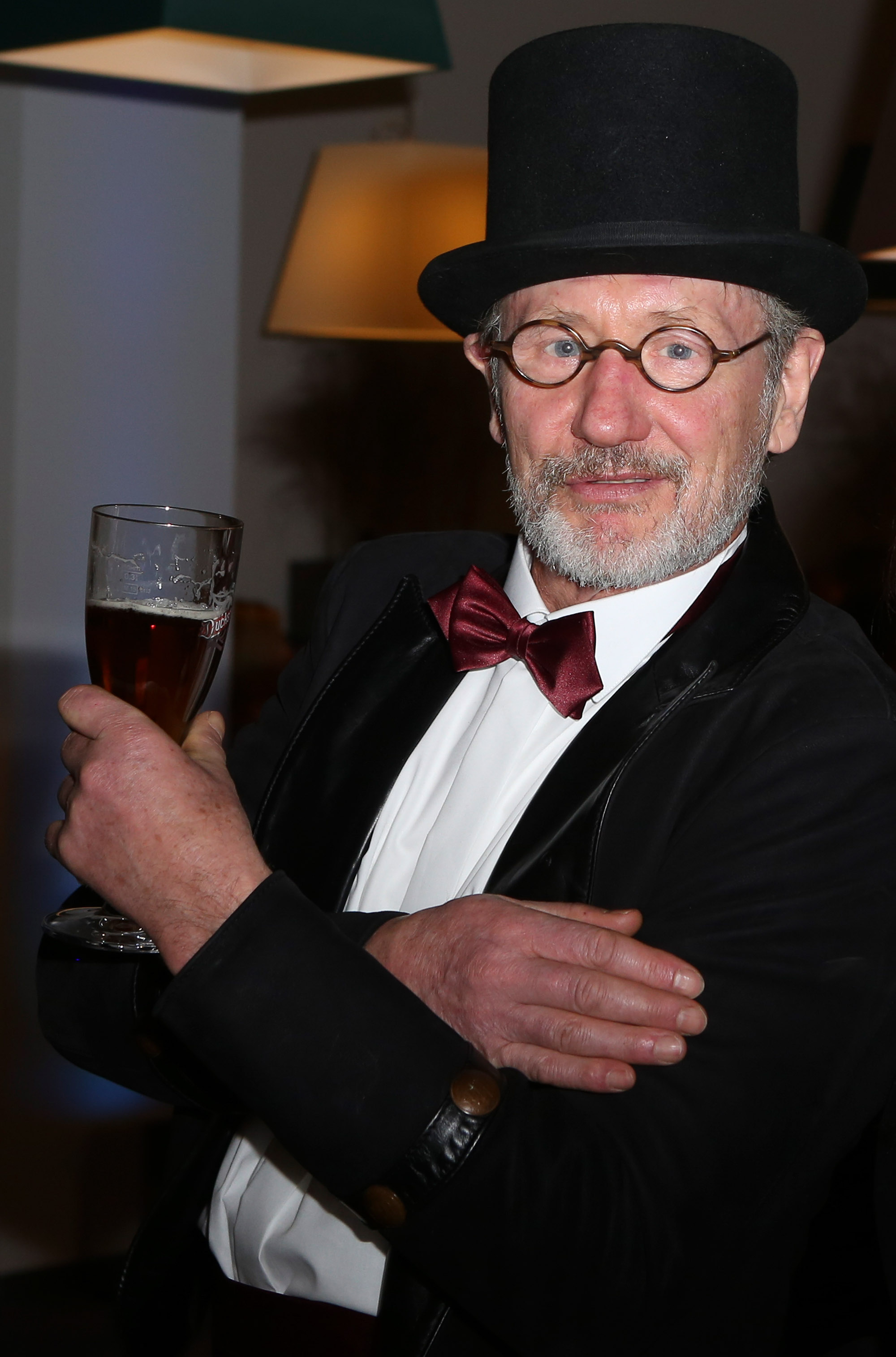
Rötger Feldmann bei einer Veranstaltung in Hamburg (2016)

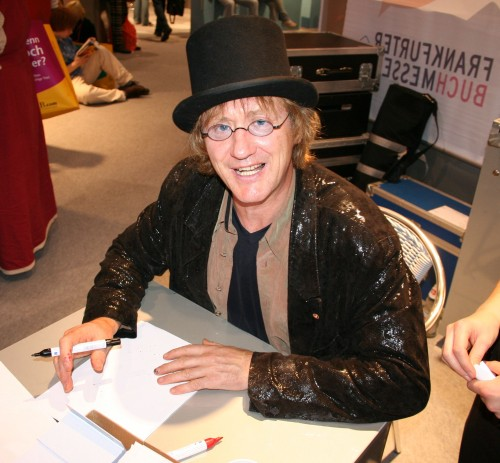
Rötger Feldmann bei einer Signierstunde auf der Frankfurter Buchmesse 2006

Rötger Werner Friedrich Wilhelm Feldmann alias Brösel (* 17. März 1950 in Lübeck-Travemünde) ist einer der erfolgreichsten deutschen Comiczeichner.

## Leben
Feldmann absolvierte eine Lithografen-Lehre bei dem Unternehmen Nordrepro in Flensburg. Nach Beendigung seiner Lehre wurde er zum Grundwehrdienst eingezogen und erkrankte dort an Tuberkulose. 1971 erhielt er eine Stelle als Lithograf bei dem Unternehmen Geisel in Flensburg. Wegen seiner Leidenschaft, ständig Cartoons und Comics zu zeichnen – insbesondere auch solche, in denen er seine Vorgesetzten karikierte –, wurde das Arbeitsverhältnis jedoch schon 1972 beendet. In den 1970er Jahren zeichnete der arbeitslose Brösel vor allem eine Reihe von Comics um die „Bakuninis“, eine Anarcho-Familie, mit der er die linksradikale Szene der damaligen Zeit karikierte.
Seine ersten Comiczeichnungen um die Figur Werner erschienen 1978 im Satiremagazin Pardon und in der Kieler Stadtzeitung Station to Station. Dabei lieferten ihm die ständigen Auseinandersetzungen mit TÜV und Polizei wegen seiner Horex-Umbauten und wohl auch der Kontakt zur Chopper-Gemeinde viel Stoff für seine Geschichten. Die Comics wurden von anderen Stadtzeitungen wie dem Frankfurter Pflasterstrand übernommen und erreichten so eine überregionale Bekanntheit.
Buchausgaben der Comics erschienen ab 1981, beginnend mit dem Band „Werner – Oder was?“.
1990 kam der erste Werner-Film in die Kinos, Werner – Beinhart!, mit ca. fünf Millionen Besuchern. Der zweite Werner-Film Werner – Das muß kesseln!!! war 1996 mit 1,1 Mio. Zuschauern bereits am ersten Wochenende der bis dahin erfolgreichste Kinostart. Insgesamt erreichte der Film im deutschsprachigen Raum 5,2 Millionen Zuschauer. 1999 folgte Werner – Volles Rooäää!!!, und der vierte Teil, Werner – Gekotzt wird später!, erschien 2003. Im Jahr 2011 wurde Werner – Eiskalt! veröffentlicht, der allerdings überwiegend negative Kritiken erhielt.
Rötger Feldmann lebt heute in Sören (Holstein) im Kreis Rendsburg-Eckernförde.

## Bruder Andi Feldmann
Sein Bruder Andreas (Andi) Feldmann gehörte lange Jahre zu seinen engsten Mitarbeitern bei der Erstellung der Werner-Comics und Zeichentrickfilme. Er lebt und arbeitet als freischaffender Stahl-Künstler in Ulsnis. Er betreibt den YouTube-Kanal Andis Funktionspunk über die Themen Styling und Tuning von Mopeds und Motorrädern.

## Öffentliche Auftritte und PR
Das im Comic-Band „Werner – Eiskalt“ beschriebene Rennen zwischen einem selbstgebauten Motorrad mit vier Horex-Motoren (Red Porsche Killer) und „Holgis“ rotem 1967er Porsche 911T wurde 1988 auf dem Flugplatz Hartenholm im Rahmen eines dreitägigen Festivals real ausgetragen. Brösel verschaltete sich und verlor. Auch die Revanche im September 2004 auf dem Lausitzring ging verloren, weil das Getriebe des Red Porsche Killer versagte. Bei diesem Festival trat außerdem Andi Feldmann mit einem durch 24 Motorsägen-Motoren angetriebenen Motorrad, der Dolmette, gegen einen Abt Audi AS400 mit 450 PS an und unterlag.
Feldmann holte in der 1500-cm³-Klasse bei der TV Total Stock Car Challenge 2007 als Fahrer den Gesamtsieg für das gleichnamige gesponserte Team der Firma Pitstop. Ebenfalls nahm er mehrmals an der von Stefan Raab initiierten und auf dem gleichen Sendeformat basierenden Wok-WM teil.
Feldmann entwarf außerdem eine groß angelegte Werbekampagne für die Tankstellenkette Jet mit den aus seinen Werner-Comics bekannten Figuren, die bis 2021 lief. Zudem kreierte er wiederholt für Bundestagswahlen Wahlplakate für die SPD, die vor allem Werner zeigten.
Das 1988 ausgetragene Rennen wurde vom 30. August bis 2. September 2018 auf dem Flugplatz Hartenholm neu aufgelegt. Diesmal gewann Brösel deutlich.

## Verlagsgeschichte
Der erste Werner-Band erschien 1981 im eigens dafür gegründeten Verlag Semmel-Verlach. Mit Jens Nieswand gründete Feldmann 1991 den Achterbahn-Verlag, der bis annähernd zu seiner Insolvenz 2003 auch die Herausgabe der Werner-Comics übernahm. Ende 2002 wurden die Werner-Comics kurzzeitig vom Heyne Verlag München herausgegeben. In den Jahren 2003 und 2004 erschienen zwei Bände im Egmont Ehapa Verlag, Berlin: der Comic zum Film Werner – Gekotzt wird später! sowie ein regulärer Band mit dem Titel Freie Bahn mit Marzipan. Nach 14-jähriger Pause erschien am 1. Juni 2018 der neue Comic Werner – wat nu!? im eigens dafür gegründeten Verlag Bröseline.

## Trivia

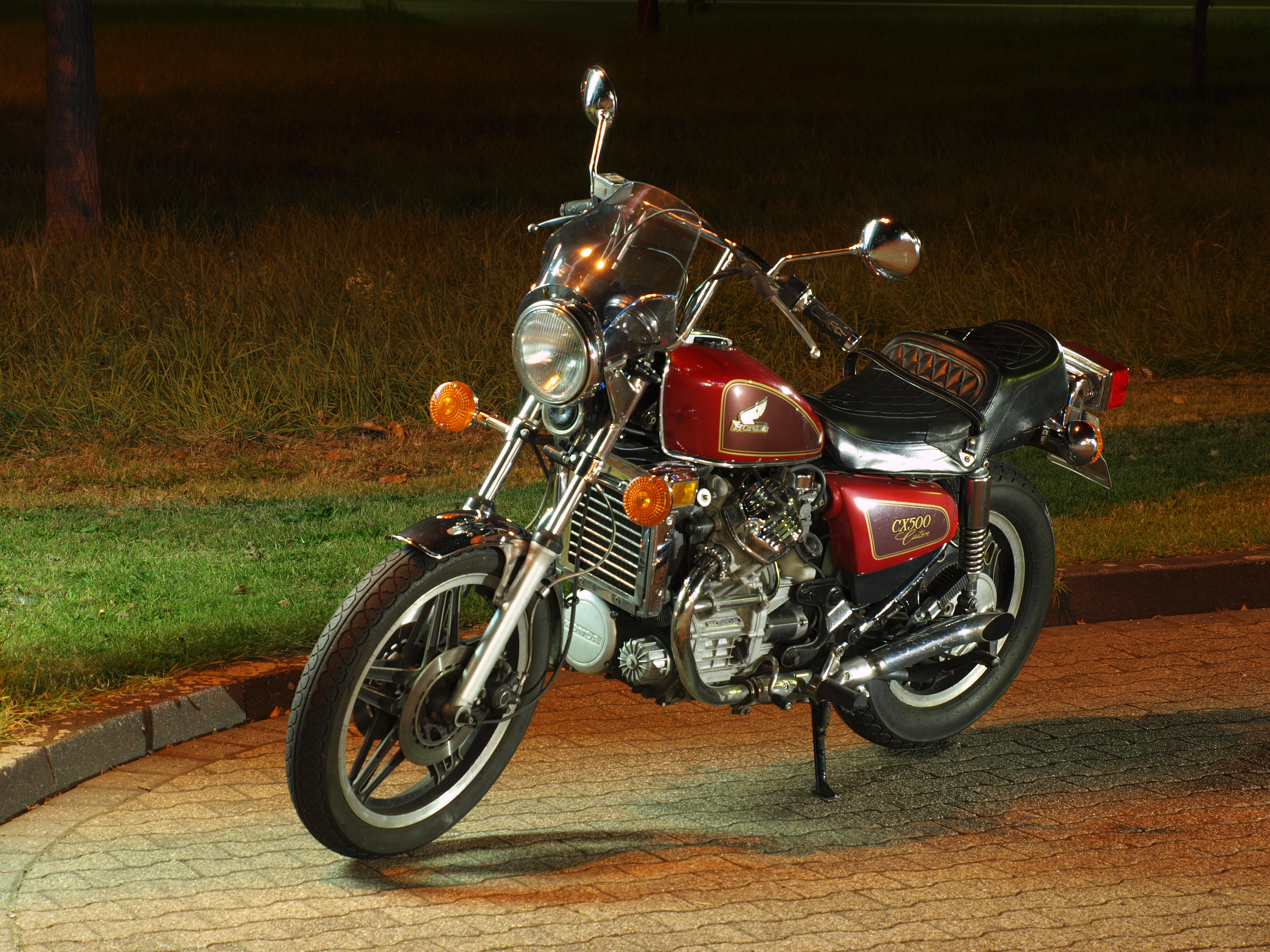
Honda CX 500 C, als „Güllepumpe“ bekannt

Feldmanns Spitz- und später Künstlername Brösel rührt daher, dass ihm seine frühen Motorräder „buchstäblich unter dem Hintern zerbröselten“.
Das Motorrad Honda CX 500 wurde durch die Comics aufgrund der wegen der Wasserkühlung nicht verrippten Zylinder und der Optik durch die V2-Längseinbau-Bauweise als „Güllepumpe“ bekannt.

## Werke

### Filme
- 1990: Werner – Beinhart!
- 1996: Werner – Das muß kesseln!!!
- 1999: Werner – Volles Rooäää!!!
- 2003: Werner – Gekotzt wird später!
- 2011: Werner – Eiskalt!

### Werner-Comics
- Werner – Oder was? (1981)
- Werner – Alles klar? (1982)
- Werner – Wer sonst? (1982)
- Werner – Eiskalt! (1985)
- Werner – Normal ja! (1987)
- Werner – Besser is das! (1989)
- Werner – Ouhauerha! (1992)
- Werner – Wer bremst hat Angst! (1994)
- Werner – Na also! (1996)
- Werner – Exgummibur! (1998)
- Werner – Volle Latte! (2002)
- Werner – Freie Bahn mit Marzipan! (2004)
- Werner – Wat nu!? (2018)

#### Sammelbände
- Werner – Lehrjahre sind keine Herrenjahre (1993)
- Werner – Immä Äägä middi Pullizei! (1993)
- Werner – Geht tierisch los (1995)
- Werner – Bescheid! (1997)

#### Werner Extrawurst Bände
- Das Rennen – 1988, 2004, 2018 (2020)
- Werner – Haater Stoff! (2021)
- Werner – Mehr Stoff!!! (2023)
- Werner – Geht tierisch ab!!! (2023)

#### Sonderbände (Auswahl)
- Werner – Beinhart! (Buch zum Film) (1990)
- Werner – Das muß kesseln! (Filmmagazin) (1996)
- Werner – Volles Rooäää! (Buch zum Film) (1999)
- Werner – Gekotzt wird später (Buch zum Film) (2003)

#### Sonstige
- Alles über Werner (1986)
- Das Rennen (1988)
- Was soll der Quatsch? (1994)
- Mehr über alles (1997)
- Die Kulteisen der Wernersens (2000)

### Weitere Bücher
- Knorre & Blaschke – Rein zu doll! (mit Krischan) (1992)
- Der fiese Willi (mit Tim Eckhorst) (2021)

### Buchbeiträge
- Illustrationen für das Kochbuch für Stümper Band 1 (von Thomas Platt) (1992)
- Illustrationen für das Kochbuch für Stümper Band 2 (von Thomas Platt) (1999)
- Asterix und seine Freunde: Hommage an Albert Uderzo (2007)
- Pure Fruit #20 (2020)
- Pure Fruit #23 (2021)
- Pure Fruit #24 (2021)
- Pure Fruit #27 (2022)
- Pure Fruit #28 (2022)
- Unveröffentlicht – Die Comicszene packt aus! Strips and Stories – von Wilhelm Busch bis Flix (Ausstellungskatalog) (2021)

## Ausstellungen
- Werner, Ausstellung in Berlin (1986)[10]
- Der Comic-Norden, Wanderausstellung u. a. in Heide (2000)
- No Me! Entwürfe • Studien • Zeichnungen von Brösel, Ausstellung im Kieler Club 68 (20.2.–20.4.2005)[11]
- Unveröffentlicht – Die Comicszene packt aus! Strips and Stories – von Wilhelm Busch bis Flix, Ausstellung in der Ludwiggalerie Schloss Oberhausen (2021)[12]
- Von den Katzenjammer Kids bis zur freien Szene. Comic-Kult(ur) aus Schleswig-Holstein, Ausstellung im Schleswig-Holsteinischen Landtag (2022)